# Art Landy
Art Landy, pseudonimo di Arthur Charles Landmesser (Newark, 18 maggio 1904 – Van Nuys, 21 maggio 1977), è stato un animatore statunitense specializzato in ambientazioni e fondali per i film di animazione ha contribuito a oltre 160 film.

## Biografia
La sua carriera ha avuto inizio ai Disney Studios dove ha lavorato dalla seconda metà del 1940 fino al 1953, quando si unì al Walter Lantz Studio, studio di animazione affiliato alla Universal Pictures nel 1953. Durante gli anni alla Disney ha lavorato principalmente ai cortometraggi in cui era presente Pluto, mentre nel 1953 ha lavorato al lungometraggio Le avventure di Peter Pan. Ai Walter Lantz Studios si è invece prevalentemente occupato dei  numerosi corti della serie di cortometraggi avente come protagonista Woody Woodpecker (in italiano "Picchiarello"). Alla Disney ha lavorato principalmente ai cortometraggi in cui era presente Pluto (Disney), mentre nel 1956 ha lavorato al lungometraggio Le avventure di Peter Pan. 